# シティタクシーホールディングス
株式会社シティタクシーホールディングスは、大分県大分市原川に本社を置き、シティタクシー・グループの中核をなす持株会社である。大分県各地でタクシー、バス事業を営む企業を傘下に有する。

## 概要
2011年にグループの中核会社であった大分自動車交通株式会社が持株会社に移行して株式会社シティタクシーホールディングスとなるとともに、事業部門を大分シティタクシー株式会社として分離。株式会社シティタクシーホールディングスは、傘下に下記6社の事業会社を有しており、グループ全体での保有車両は246台で大分県最大である。
- 大分シティタクシー株式会社 （大分市）
- クリスタルシティタクシー株式会社 （大分市）
- 中津シティタクシー株式会社 （中津市）
- 日田シティタクシー株式会社 （日田市）
- 佐伯シティタクシー株式会社 （佐伯市）
- 株式会社OCS - 福祉車両

## 沿革
- 2002年 - 大分県大分市の城東タクシーを買収して、大分自動車交通を設立[2]。
- 2011年10月 - 大分自動車交通株式会社が持株会社に移行して、株式会社シティタクシーホールディングスとなる[2]。
- 2011年11月 - 大分県大分市顕徳町の中央タクシーから乗務員及び車両の譲渡を受ける[2]。

## 事件・不祥事・問題
雇用調整助成金の不正受給（2023年）
新型コロナウイルス感染症の影響により事業活動の縮小を余儀なくされた企業に対して、従業員の雇用維持のために助成される雇用調整助成金を、大分シティタクシーやグループ会社9社が不正に受給していたことが判明。
従業員が出勤していたにもかかわらず、休んで休業手当を支給したと嘘の申告書を作成し、1億4200万円超の雇用助成金を不正に受け取っていた。